# ویلیام مرز
ویلیام مرز (انگلیسی: William Merz; ۲۵ آوریل ۱۸۷۸ – ۱۷ مارس ۱۹۴۶) ورزشکار دو و میدانی و ژیمناست هنری اهل ایالات متحده آمریکا بود.